# Premio Pulitzer 1961
Quella del 1961 fu la quarantacinquesima assegnazione dei Premi Pulitzer e vide il conferimento di quattordici premi in altrettante categorie, otto relative al mondo del giornalismo e sei relative al mondo della letteratura e della musica, a cui fu aggiunta una menzione speciale nel campo della letteratura.
In quest'edizione, la giuria fu composta da 15 membri, tra cui il presidente della Columbia University, Grayson Kirk, e fu presieduta da Joseph Pulitzer, redattore del St. Louis Post-Dispatch nonché omonimo figlio del fondatore dei premi Pulitzer, Joseph Pulitzer.

## Giornalismo
- Pubblico servizio:
  - The Amarillo Globe-Times, per la denuncia del cattivo operato delle forze dell'ordine locali, a cui sono conseguite azioni regolamentari che hanno portato alla rimozione di funzionari lassisti dai propri incarichi e all'elezione di una lista di riformatori.[3]
- Giornalismo locale di ultim'ora:
  - Sanche de Gramont, del New York Herald Tribune, per il suo commovente resoconto della morte di Leonard Warren sul palcoscenico del Metropolitan Opera.
- Giornalismo locale investigativo:
  - Edgar May, del The Buffalo Evening News, per una serie di quattordici articoli relativa ai servizi di pubblica assistenza dello Stato di New York, intitolata Our Costly Dilemma, che ha portato a riforme che hanno attirato l'attenzione nazionale.
- Giornalismo nazionale:
  - Edward R. Cony, del The Wall Street Journal, per la sua analisi di una transazione di legname che ha attirato l'attenzione dell'opinione pubblica sui problemi di etica aziendale.
- Giornalismo internazionale:
  - Alynn Heinzerling dell'Associated Press, per il suo resoconto, redatto in condizioni straordinariamente difficili, delle prime fasi della crisi del Congo e per la sua attenta analisi degli eventi accaduti in altre parti dell'Africa.
- Editoriale:
  - William J. Dorvillier, del The San Juan Star, per i suoi editoriali sull'interferenza clericale nelle elezioni governatoriali di Porto Rico del 1960.
- Vignetta editoriale:
  - Carey Orr, del Chicago Tribune, per la sua lunga e illustre carriera di vignettista editoriale, come esemplificato dalla vignetta intitolata The Kindly Tiger, pubblicata l'8 ottobre 1960.
- Fotografia:
  - Yasushi Nagao, del Mainichi Shinbun, per la fotografia intitolata Tokyo Stabbing, ritraente l'assassinione del politico giapponese Inejiro Asanuma e distribuita negli Stati Uniti d'America dalla United Press International.

## Letteratura, drammaturgia e musica
- Narrativa:
  - To Kill a Mockingbird, di Harper Lee (Lippincott).
- Drammaturgia:
  - All the Way Home, di Tad Mosel (Obolensky).
- Storia:
  - In Between War and Peace: The Potsdam Conference, di Herbert Feis (Princeton University Press).
- Biografie o Autobiografie:
  - Charles Sumner and the Coming of the Civil War, di David Donald (Knopf).
- Poesia:
  - Times Three: Selected Verse From Three Decades, di Phyllis McGinley (Viking).
- Musica:
  - Symphony No. 7, di Walter Piston (Associated Music Publishers), eseguita per la prima volta dalla Philadelphia Orchestra il 10 febbraio 1961.

- Menzione speciale:
  - American Heritage Picture History of the Civil War, come eccezionale esempio di pubblicazione statunitense.